# Academia Norte-Riograndense de Letras
A Academia Norte-Riograndense de Letras foi fundada em 14 de novembro de 1936. Inicialmente, a ANL contou com 25 cadeiras, número ampliado para 30 em 1948, e para 40 em 1957. Seu endereço é rua Mipibu, 443 - Petrópolis, Natal/RN.

## Patronos das cadeiras
1. Padre Miguelinho
2. Almino Afonso
3. Padre João Maria
4. Augusto Severo
5. Ferreira Itajubá
6. Auta de Souza
7. Segundo Wanderley
8. Nísia Floresta
9. Amaro Cavalcanti
10. Luiz Gonzaga de Brito Guerra
11. Luiz Carlos Wanderley
12. Luís Fernandes
13. Manoel Dantas
14. Aurélio Pinheiro
15. Armando Seabra
16. Jorge Fernandes
17. Afonso Bezerra

## Membros atuais[1]
1. Cláudio Emerenciano
2. Ernani Rosado Soares
3. José de Anchieta
4. Enélio Lima Petrovich
5. Manoel Onofre Júnior
6. João Batista Pinheiro
7. Nestor dos Santos Lima
8. Nilson Patriota (In Memorian)
9. Roberto Lima de Souza
10. Paulo Macedo
11. Paulo de Tarso Correia
12. Paulo Bezerra (5 de Dezembro de 2008)[2]
13. Anna Maria Cascudo (In Memorian)
14. Armando Negreiros
15. Francisco Fausto
16. Maria Eugênia
17. Ivan Maciel de Andrade (24 de Outubro de 2008)[3]
18. Dom Nivaldo Monte
19. Murilo Melo Filho[4]
20. Pery Lamartine
21. José Hermógenes
22. Valério Mesquita
23. Cônego José Mário
24. Iaperi Soares
25. Sônia Fernandes
26. João Wilson Mendes
27. Diógenes da Cunha Lima
28. Vicente Serejo
29. Jurandyr Navarro
30. Itamar de Souza
31. Eider Furtado de Mendonça e Menezes
32. Diva Cunha
33. Pedro Vicente Costa
34. João Batista Cascudo Rodrigues
35. Hypérides Lamartine
36. Lenine Pinto
37. Ticiano Duarte
38. José Augusto Delgado (Outubro de 2006) [5]
39. Elder Heronildes
40. América Rosado
41. Raimundo Nonato
42. Sanderson Negreiros